# Лондон, Лев Израилевич
Лев Израилевич Лондон (27 марта 1910, Киев — 9 октября 1995 или ноябрь 1996) — еврейский советский писатель и драматург.
Окончил Киевский инженерно-строительный институт (1937), работал в Киевгорпроекте. Участник Великой Отечественной войны. Инженер-майор Управления оборонительного строительства в составе ряда фронтов. Награждён орденом Отечественной войны II степени, медалями, Почётной грамотой Верховного Совета РСФСР. Лауреат премий Союза писателей СССР и ВЦСПС (1973), премии «Литературной газеты» (1980). Член Союза писателей СССР (1975).

## Сочинения

### Проза
- Как стать главным инженером. М., 1970
- Трудные этажи: Повесть. М., 1974
- Дом над тополями: Роман и повесть. М., 1980
- Случайный экзамен. М., 1981
- Дом над тополями: Роман и повесть. М., 1982
- Снег в июле: Роман и рассказы. М., 1983 (Новинки «Современника»)
- Строители: Повести и роман. М., 1975[4]

### Драматургия
- Быть инженером: Пьеса. М., 1973
- Странный отпуск: Пьеса. М., 1977
- Шесть мужчин и одна женщина, не считая скорой помощи: Пьеса в двух актах по роману «Снег в июле». М., 1984